# Fares Hamdi
Fares Hamdi –en árabe, فارس حمدي– (nacido el 17 de abril de 1980) es un deportista tunecino que compitió en atletismo adaptado. Ganó tres medallas en los Juegos Paralímpicos de Verano entre los años 2000 y 2008.

## Palmarés internacional
| Juegos Paralímpicos | Juegos Paralímpicos | Juegos Paralímpicos | Juegos Paralímpicos   |
| Año                 | Lugar               | Medalla             | Prueba                |
| ------------------- | ------------------- | ------------------- | --------------------- |
| 2000                | Sídney (Australia)  | Medalla de oro      | Salto de longitud F37 |
| 2004                | Atenas (Grecia)     | Medalla de oro      | 4 × 400 m T35-38      |
| 2008                | Pekín (China)       | Medalla de bronce   | 4 × 100 m T35-38      |